# Picanya
Picanya, (espagnol : Picaña), est une commune d'Espagne de la province de Valence dans la Communauté valencienne. Elle est située dans la comarque de l'Horta Oest et dans la zone à prédominance linguistique valencienne.

## Géographie

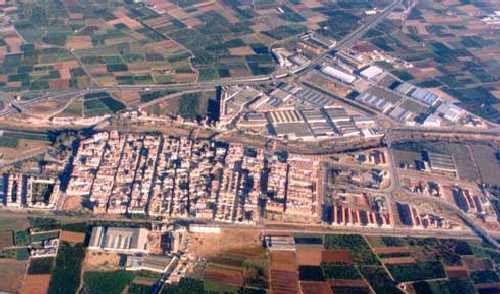
Vue générale de Picanya.

Localisation de Picanya
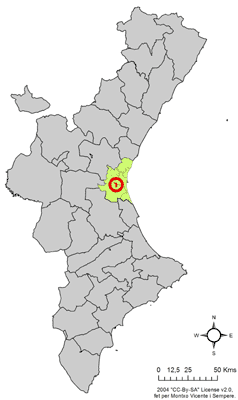
dans la Communauté valencienne.
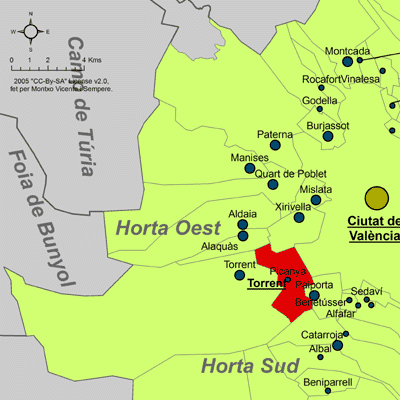
dans la comarque de l'Horta Oest.

Elle fait partie de la comarque historique de l'Horta de Valence et fait partie de l'agglomération de Valence.

## Localités limitrophes
Le territoire communal de Picanya est voisin de celui des communes suivantes :
Alaquàs, Catarroja, Xirivella, Paiporta, Torrent et Valence, toutes dans la province de Valence.

## Histoire

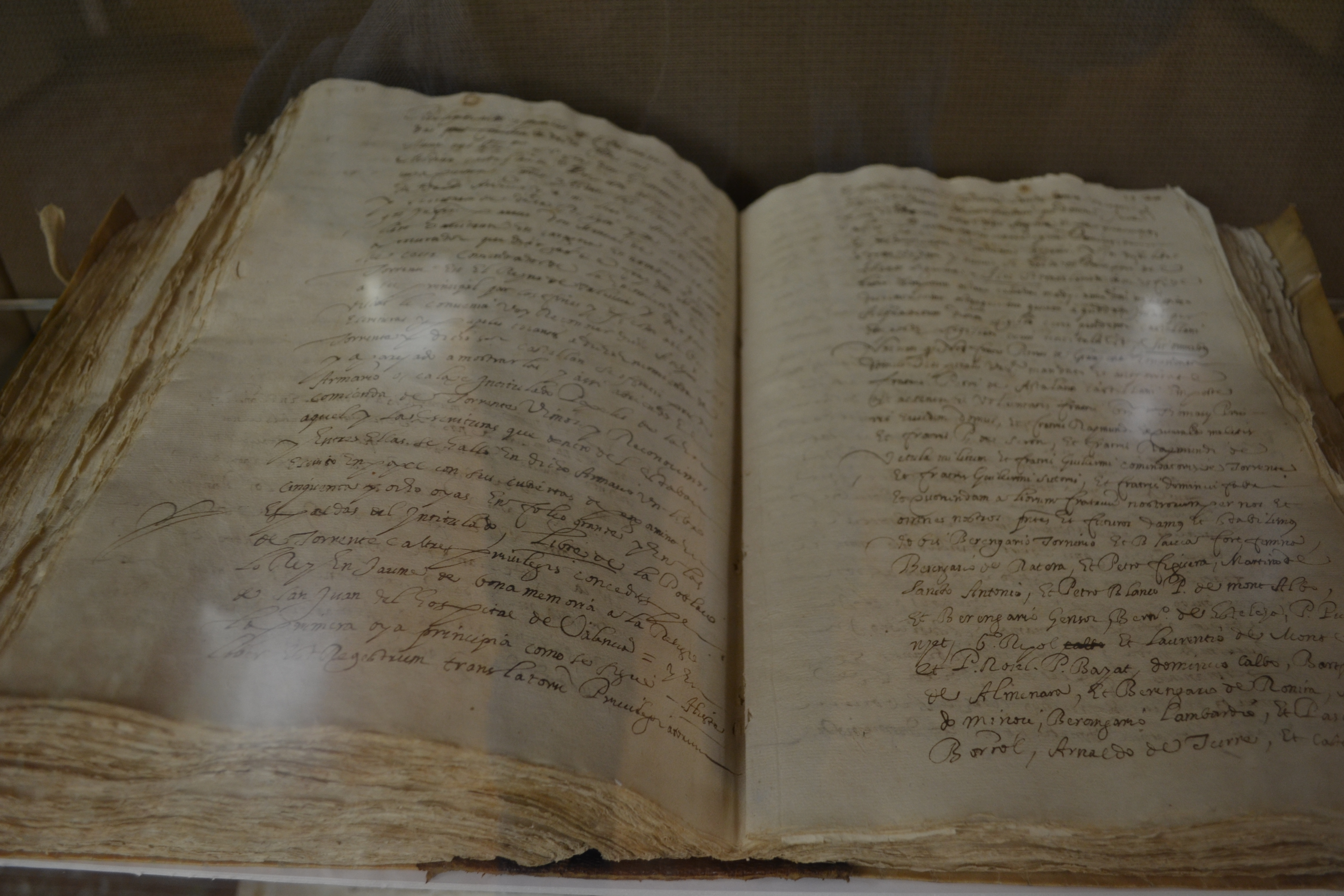
Charte de peuplement de Picanya et Torrent (128).

## Démographíe
| 1900  | 1910  | 1920  | 1930  | 1940  | 1950  | 1960  | 1970  | 1981  | 1991  | 2000  | 2005   |
| ----- | ----- | ----- | ----- | ----- | ----- | ----- | ----- | ----- | ----- | ----- | ------ |
| 1.293 | 1.472 | 1.684 | 2.288 | 2.789 | 3.011 | 4.620 | 5.389 | 7.062 | 7.789 | 8.932 | 10.057 |

## Économie
L'agriculture est basée sur la production d'agrumes.

## Patrimoine

### Architecture
- Iglesia Parroquial. Dédiée à la vierge de Montserrat, date du XVIIe siècle.
- Alqueria de Moret.
- Hort de Montesinos.
- Hort de Barral-Coll.
- Hort de les Palmes.
- Hort de Lis.

### Parcs et jardins
- Parc Europa.
- Parc Panazol.
- Parc de la Primavera.
- Parc de l'Estació.
- Parc de Vistabella.
- Parc de Bellavista.
- Parc de les Albízies.
- Parc infantil Passeig de les Lletres.
- Jardin Botanique.
- Parc de patinage et skate.

- Parc Jove.

### Street art
- Mural de la calle de la Paz.
- Escenario de la Plaza del País Valencià.
- Mural de la torre de agua.
- Fachada del Mercado Municipal.
- Templete de los Amantes.
- Mural homenaje al TBO del edificio de la calle Marqués del Túria .
- Mural del edificio de la Calle València, junto al puente Viejo.
- Mural fachada conservada en calle Alqueria Rulla.

## Fêtes locales
- San Antonio Abad.
- Fallas.
- Corpus Christi.

- Fiestas Mayores.

## Jumelage
- Depuis juillet 1992 est jumelé avec  Panazol (France)

### Sources
- (es) Cet article est partiellement ou en totalité issu de l’article de Wikipédia en espagnol intitulé « Picaña » (voir la liste des auteurs).
- (es) Varaciones de los municipios de España desde 1842, Ministerio de administraciones públicas, octobre 2008, 364 p. (lire en ligne) [PDF]